# Luke Skywalker
Luke Skywalker és el jedi protagonista de la segona trilogia cinematogràfica de La Guerra de les Galàxies: Una Nova Esperança, L'Imperi Contraataca i El Retorn del Jedi.
Luke Skywalker era el fill de Padmé Amidala i Anakin Skywalker. Va ser separat dels seus pares només néixer i enviat a Tatooine a cura d'Owen Lars i Beru Lars.
Luke Skywalker és el germà bessó gran de Leia Organa Solo. A la trilogia original i la seqüela, Luke és protagonitzat per Mark Hamill.
Luke Skywalker fou fixat en el lloc número 54 a la llista dels “100 millors personatges cinematogràfics de tots els temps" de la revista Empire.
A l'episodi IV de la sèrie de pel·lícules el doblatge al català del protagonista fou assumit per Sergi Zamora, als episodis V i VI per Pep Torrents.

## Els dos androides
Luke va créixer a Tatooine fins al dia en què un parell d'androides van arribar fins a la granja del seu oncle Owen, i va comprar a ambdós. C-3PO i R2-D2 venien en una missió secreta de l'Aliança Rebel cercant Obi-Wan Kenobi, un mestre Jedi i General de les Guerres Clon. El mateix Obi-Wan que vivia a prop de Luke i coneixia des de fa anys, encara que era conegut pels habitants com a Ben Kenobi, un vell boig.
Luke va ser atacat per uns bandits tusken quan tractava de recuperar el fugitiu R2, i va ser rescatat pel vell Obi-Wan. Una vegada a la cabanya del vell, Kenobi li va explicar a Luke que ell havia estat un Cavaller Jedi abans de l'arribada de l'Imperi, igual com el seu pare. Luke no s'ho acabava de creure, però tampoc no podia abandonar els seus oncles i embarcar-se en tal croada amb el general Kenobi i els androides.
Després de la pèrdua dels seus oncles a causa dels soldats de l'Imperi Galàctic, que anaven cercant els androides fugitius, Luke Skywalker es va encaminar a la missió de portar els androides fins al planeta Alderaan on hauria de ser la princesa Leia Organa.

## A l'Estrella de la Mort
Sens dubte tot això va tenir les seves enormes variacions; Leia Organa va ser capturada per Darth Vader i portada fins a l'Estrella de la Mort i Alderaan va ser destruït per aquesta nova arma imperial. Luke Skywalker, Obi-Wan i els androides, encara a Tatooine, van conèixer a Han Solo i Chewbacca, els pilots del Falcó Mil·lenari, la nau que els trauria del planeta desèrtic i els portaria fins a les mateixes entranyes de l'Estrella de la Mort. Un cop a l'estació Luke i Han Solo van rescatar la princesa Leia i van aconseguir escapar fins a la quarta lluna del planeta Yavin, on era la base rebel. Allà Luke es va enrolar com a pilot de caça X-Wing i va partir amb uns altres 29 caces fins a l'Estrella de la Mort a dur a terme la missió de destruir-la. Una petita comporta de ventilació del reactor principal havia estat l'error més costós per als constructors de l'Estrella de la Mort. Aquesta obertura portava fins al reactor d'hiper matèria (el motor i font d'energia de l'estació espacial) i solament un tret de torpedes de protons podia destruir la colossal estructura esfèrica de 180 km de diàmetre.
Encara que el grup principal de caces van poder atraure l'atenció del foc enemic, els tres caces rebels encarregats de disparar els torpedes van ser localitzats i perseguits pel mateix Darth Vader i dos caces més de l'elit imperial. Un dels caces rebels va ser abatut per Lord Vader quan ja arribaven a l'obertura i un altre va disparar però va fallar. Només quedava Luke entre l'obertura i els tres caces imperials a dins de l'escletxa que hi havia al mig de l'Estrella de la Mort, quan de sobte una ràfega de trets aparegué per sorpresa des de lluny i va destruir dos caces imperials i va fer rebotar el caça de Vader cap a l'espai. Era Han amb el Falcó Mil·lenari qui va deixar lloc lliure a Luke que mitjançant la Força amb la qual aconseguí escoltar el seu mestre Obi-Wan Kenobi que el va guiar perquè disparés els torpedes i acabés amb l'estació espacial i el símbol del domini imperial.

## Base Rebel a Hoth
Anys més tard, Luke Skywalker va viatjar fins al planeta gelat Hoth amb altres rebels, on establiren el seu centre de comandament, i on van viure un temps ben allunyats de l'activitat imperial. Fins que un dia els imperials mitjançant sondes espacials descobriren i atacaren Hoth amb un bloqueig espacial i un assalt per terra, expulsant els rebels de l'esmentat planeta. Molts rebels moriren per tal de deixar temps perquè els transports pogueren escapar del bloqueig. Els alts càrrecs de l'Aliança, entre ells Luke, Leia Organa i els seus companys Han Solo, Chewbacca, R2D2 i C-3PO sortiren del planeta esquivant els destructors imperials.
Després d'escapar de Hoth, Luke va ser guiat per Kenobi fins a un remot planeta anomenat Dagobah, on al pantà vivia el mestre Yoda, antic i savi Mestre Jedi. Aquest el va iniciar en els camins de la Força i dels Jedi; el va ensenyar a tenir paciència i equilibri emocional. En mig d'un exercici Luke va pressentir que Leia i Han Solo estaven en perill, així que, sense l'aprovament del Mestre Yoda que li aconsellà que no anés, ja que era molt precipitat, va viatjar al planeta Bespin a ajudar els seus amics i allà, caient en una trampa dels imperials, els quals havien pres la Ciutat dels Núvols, es va enfrontar a Darth Vader. Luke va perdre la mà dreta davant del Senyor Sith, i, encara amb forces per a enfrontar-se, Vader li va revelar la seva ascendència vertadera: Vader era el pare de Luke.
No havent-s'ho cregut completament, però destrossat per la confidència es va llançar per un tub de ventilació on al final li esperava el Falcó Mil·lenari per a deixar Bespin i fugir a cap a la seguretat relativa de la flota rebel on l'androide mèdic (2-1B) li va implantar una mà biònica que va suplir la pèrdua.

## Fi de l'imperi
Tres anys després, havent-se entrenat molt en les arts Jedi, va rescatar a Han Solo a Tatooine del Palau de Jabba el Hutt, després d'enfrontar-se al rancor i volar la barcassa vela a la Gran Fossa de Carkoon; el cau del llegendari sarlacc.
Després d'haver alliberat els seus amics, Luke es va separar d'ells per tornar a Dagobah i així poder finalitzar el seu entrenament amb en Yoda. El que Luke no esperava és que el seu ancià mestre estava esperant la seva mort, després de 900 anys de vida. Abans del seu descans merescut Yoda li va confirmar a Luke el que Vader li havia revelat, i encara li va contar més: encara n'hi havia un altre més.
Poc després va viatjar amb l'Aliança Rebel fins a Endor, on es trobava la segona Estrella de la Mort. Luke va decidir trobar-se amb Darth Vader en la base imperial a Endor, per tal que no descobriren els plans rebels, i després va ser amb el seu pare fins a l'Estrella de la Mort on es va trobar amb l'Emperador Palpatine. El Lord tenebrós del Sith va intentar atraure a Luke cap a les seves ensenyances obscures, però Luke es va imposar i el seu esperit de Jedi va poder amb la voluntat de l'Emperador. Justament després Luke va lluitar amb Darth Vader en un combat de sabre làser, del qual va sortir victoriós després de tallar-li la mà dreta a son pare tal com va fer Vader a Bespin. Després de renunciar al Costat Fosc, Palpatine va decidir que Luke havia de ser destruït, ja que suposava una amenaça per al seu domini de la galàxia, i va tractar d'executar-lo usant rajos de Força. Darth Vader es va apiadar del seu fill en sofriment i el va salvar. Després d'un breu moment de redempció Anakin Skywalker va morir, havent abandonat el seu costat més obscur i tornant a la llum dels Jedi. Així Luke Skywalker va aconseguir escapar de l'Estrella de la Mort i després de descendir al bosc d'Endor, va cremar l'armadura de Darth Vader en una pira funerària davant dels seus amics i de la seva germana, Leia Organa. Hores més tard ell es va unir a la celebració rebel. L'Imperi Galàctic havia caigut, i Luke era l'únic Jedi que quedava, i la seva missió va ser preparar i dirigir com a Mestre un nou Orde Jedi que protegís la futura Nova República.